# Кеховані
Кеховані (груз. კეხოვანი) — село в Грузії.
За даними перепису населення 2014 року в селі проживає 143 особи.